# Ana Maria Gonçalves

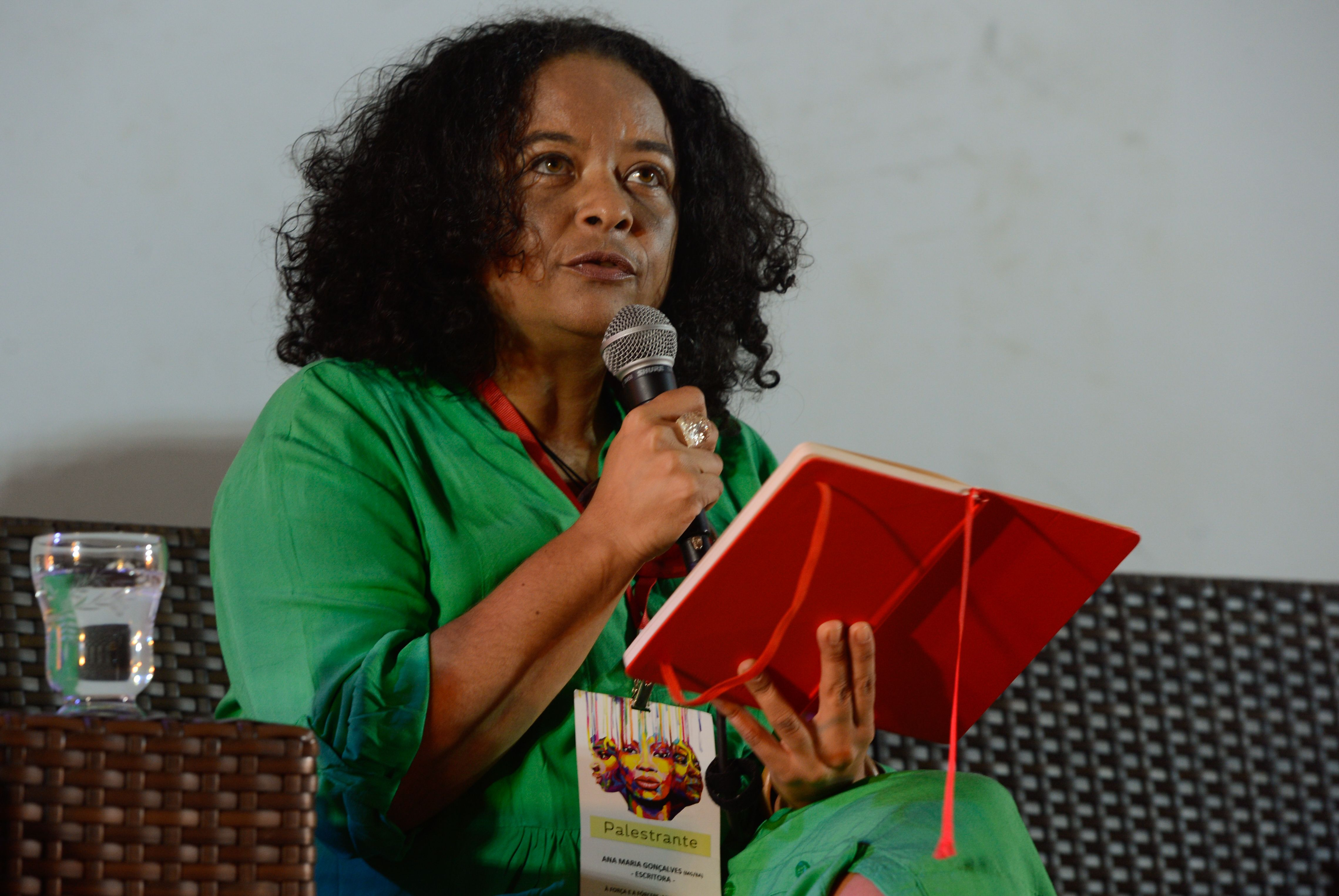
Ana Maria Gonçalves en la inauguración del Festival de Latinidades 2014: Griôs da Diaspora Negra (Valter Campanato/Agencia Brasil)

Ana Maria Gonçalves (nacida en 1970) es una escritora brasileña.

## Biografía
Ana Maria Gonçalves nació en Ibiá, estado de Minas Gerais, en 1970. Comenzó a escribir cuentos y poemas desde la adolescencia, sin siquiera publicar. La pasión por la lectura nació durante la infancia, y desde la infancia leyó periódicos, revistas y libros.
Trabajó como publicista en São Paulo, pero dejó la profesión en 2002 para vivir en Itaparica y escribir su primer libro, Junto a y al margen de lo que sientes por mí. La novela fue lanzada de forma independiente en 2002, y vendió prácticamente toda la edición de mil copias a través de la difusión en Internet.
La autora trabajó durante 5 años para escribir su segunda novela, Un defecto de color, de la cual la autora utilizó dos años para una investigación rigurosa, un año para escribir y dos años más para reescritura, siendo lanzada en 2006 por Record. La obra ganó el Premio Casa de las Américas en la categoría de literatura brasileña en 2007, siendo considerada por Millôr Fernandes el libro más importante de la literatura brasileña del siglo XXI. La obra, inspirada en la vida de Luisa Mahin, célebre heroína del Levantamiento de Malê, cuenta la historia de una niña nacida en el Reino de Dahomey y capturada como esclava a la edad de 8 años, hasta su regreso a su tierra natal como mujer libre. En 2017, el libro ya había vendido alrededor de 16.000 copias.
En 2015, se anunció la adaptación del libro A Color Defect para una serie de televisión, cuyo lanzamiento está previsto para 2021.
En diciembre de 2016, Ana Maria Gonçalves se convirtió en columnista de temas raciales, culturales y políticos para The Intercept Brasil.